# Piedicavallo
Piedicavallo là một đô thị ở tỉnh Biella vùng Piedmont của nước Ý, có vị trí cách khoảng 70 km về phía đông bắc của of Torino và khoảng 15 km về phía tây bắc của of Biella. Tại thời điểm ngày 31 tháng 12 năm 2004, đô thị này có dân số 189 người và diện tích là 17,8 km².
Piedicavallo giáp các đô thị: Andorno Micca, Bioglio, Callabiana, Campiglia Cervo, Gaby, Pettinengo, Rosazza, Sagliano Micca, Selve Marcone, Tavigliano, Valle Mosso, Valle San Nicolao.